# Sasuke
Sasuke japanski je sportsko-zabavni TV specijal u kome učestvuje sto takmičara koji imaju zadatak da pređu četiri staze sa preprekama. Van Japana se u velikom broju zemalja prikazuje redigovana verzija pod nazivom Nindža ratnici (engl. Ninja Warrior). Sasuke se prikazuje na televiziji Tokyo Broadcasting System (TBS) između sezona japanskih TV drama, a svaki trosatni specijal prikazuje celo takmičenje, kojih je do 2008. godine održano dvadeset i jedno. U proseku je prikazivan jedan specijal po sezoni (dvaput godišnje), od 26. septembra 1997. Do desetog takmičenja u jesen 2002, SASUKE je prikazivan kao specijalni deo serijala Nepobedive Banzuke (jap. 筋肉番付, транслит. , engl. Unbeatable Banzuke), ali je postao zaseban program kada je prestalo prikazivanje ovog serijala. Pretpostavlja se da je serijal nazvan po čuvenom nindži iz japanskog folklora po imenu Sarutobi Sasuke (jap. 猿飛佐助), s tim da naziv emisije nije napisan kandžijem već velikim slovima latinice. 

## Prikazivanje van Japana
- Australija (ABC)
- Danska (TV3+)
- Francuska (W9)
- Grčka (Skai TV)
- Indonezija (TPI)
- Italija (GXT)
- Finska (JIM)
- Malezija (TV9)
- Nemačka (RTL2)
- Novi Zeland (C4)
- Singapur
- Sjedinjene Države (G4)
- Srbija (Fox Televizija i O2.Televizija[2])
- Bosna i Hercegovina (Program plus - Alternativna televizija i Hayat TV)
- Španija (Jetix)
- Tajvan
- Turska (Fox Turkey)
- Ujedinjeno Kraljevstvo (Challenge i Virgin 1)